# Julio Canani
Julio Canani (Oxapampa, 13 de noviembre de 1938 - Pasadena, 5 de febrero de 2021) fue un entrenador de caballos estadounidense nacido en Perú en carreras de caballos pura sangre. Ganó tres carreras de la Breeders' Cup.

## Biografía
Canani emigró a los Estados Unidos en 1954 y se estableció en California, donde comenzó a trabajar para el entrenador de caballos de carreras Tommy Doyle. En 1968, obtuvo su licencia de entrenador y durante los siguientes años se ganó la reputación de convertir a los caballos en ganadores de carreras. En 1993, después de haber ganado numerosas carreras importantes de California, incluida la prestigiosa Santa Anita Handicap, Canani se tomó un descanso de las carreras hasta la primavera de 1997, cuando regresó para operar el Nick Canani Racing Stable en Hollywood Park Racetrack. Luego ganó las ediciones de 1999 y 2001 de la Breeders' Cup Mile y en 2004 la Breeders' Cup Juvenile Potras.
Canani, que sufría de demencia, falleció después de contraer COVID-19 el 5 de febrero de 2021, durante la pandemia de COVID-19 en California. Tenía 82 años.